# Bill Bergman
Bill Bergman, född 2 november 1904 i Jakobs församling, Stockholm, död 20 mars 1981 i Ängelholms församling, Kristianstads län, var en svensk officer i Flottan och senare Flygvapnet.

## Biografi
Bergman blev fänrik i Flottan 1927. Han befordrades till underlöjtnant vid Flottan 1929, till löjtnant där 1930, i Flygvapnet 1935, till kapten 1938, till major 1942, till överstelöjtnant 1945 och till överste 1948.
Bergman inledde sin militära karriär i Flottan. År 1930 utbildade han sig till flygare vid Flygskolkåren. År 1935 övergick han helt till Flygvapnet, då han även utnämndes till löjtnant i Flygvapnet. Åren 1941–1944 var Bergman pressofficer för Flygvapnet. Åren 1946–1956 var han flottiljchef för Skånska flygflottiljen (F 10). Åren 1956–1960 var han ställföreträdande eskaderchef för Tredje flygeskadern (E 3). Bergman lämnade Flygvapnet som överste 1960.
Bergman var gift två gånger. Hans första äktenskap var med Charlotte Dahlberg åren 1933–1960, de fick ett barn tillsammans, Lillebil. År 1961 gifte han om sig med Ingegerd Wargert. Bergman är även dubbelmedlem i Caterpillarklubben.

## Utmärkelser
- Riddare av Svärdsorden, 1943.[2]
- Kommendör av Svärdsorden, 11 november 1952.[3]
- Kommendör av första klassen av Svärdsorden, 6 juni 1956.[4]